# Miguel Valcárcel Cases
Miguel Valcárcel Cases (Barcelona, 4 de mayo de 1946-Córdoba, 9 de enero de 2022) fue un químico y profesor universitario español. Cursó sus estudios de Licenciatura y Doctorado en la Universidad de Sevilla, obteniendo sendos premios extraordinarios y en la que ejerció de Profesor Adjunto hasta 1975. Consiguió por oposición la plaza de Profesor Agregado de Química Analítica en la Facultad de Ciencias de la Universidad de las Islas Baleares en el año 1975 y accedió a Catedrático en la Universidad de Córdoba en el año 1976, donde continuó hasta su jubilación. Trabajó en la Faberfabriken Bayer (Colonia, Alemania) en el departamento de I+D dedicado a siliconas, en la Universidad Estatal de Oklahoma (USA) y en el Departamento de Química de la Universidad de Bradford (UK) en distintas etapas de su trayectoria científica.
El Consejo de Gobierno de la Universidad de Valencia en su sesión de 27 de octubre de 2010 nombró doctor “honoris causa” al profesor Miguel Valcárcel Cases, catedrático de la Universidad de Córdoba, después de un largo trámite interno que ha supuesto la aprobación por unanimidad de diversos órganos de gobierno (Consejo de Departamento de Química Analítica, Junta de Facultad de Química, Comisión de Doctorado y, finalmente Comisión Delegada del Consejo de Gobierno) y después de una exposición pública de la propuesta durante dos meses en el seno de la comunidad universitaria valenciana.

## Trayectoria
Catedrático de Química Analítica de la Universidad de Córdoba desde 1976. Realizó sus estudios de Licenciatura (1968) y Doctorado (1971) en la Universidad de Sevilla. Obtuvo su primera cátedra en la Universidad Autónoma de Barcelona (Palma de Mallorca) en 1975. Sus principales líneas de investigación se centran en la automatización, simplificación, miniaturización y calidad de procesos químicos de medida y nanociencia y nanotecnología analíticas. Ha sido Chairman de la División Analítica de la Federación Europea de Sociedades Químicas durante 6 años, pertenece a 8 comités editoriales de revistas científicas internacionales y es editor asociado de la revista de mayor índice de impacto del área de Química Analítica (TrAC). Ha sido miembro del grupo de expertos de alto nivel del programa SMT de la Unión Europea durante 4 años.
Actualmente, ya no trabaja con su brazo derecho Bartolomé Simonet en el Grupo FQM-215 en donde se realizan investigaciones dirigidas a la rama de las microextracciones y la Nanociencia y Nanotecnología en la Universidad de Córdoba.

## Investigación
Sus principales líneas de trabajo se enmarcan en la automatización, simplificación, miniaturización y calidad de procesos (bio)químicos de medida; algunas de las cuales son: Automatización en el Laboratorio, Análisis por Inyección en Flujo, Separaciones Continuas no-Cromatográficas, Hibridaciones Instrumentales, Sensores (bio)químicos de Flujo Continuo, Metrología en Química, Sistemas de Screening de Muestras, Estrategias Analíticas de Vanguardia-Retaguardia y, recientemente, el empleo de Nanoestructuras de Carbono como objetos y herramientas para generar información química de calidad.
Es coautor de 760 artículos científicos (97% publicados en revistas internacionales de prestigio), con una media de 20 artículos por año. Figura en puestos de cabeza en rankings científicos internacionales. Ha sido citado más de 5.200 veces por otros autores y tiene un factor Hirsh (h) de 41 (Fuente: ISI web of knowledge, abril de 2009). Ha publicado 9 monografías científicas en prestigiosas editoriales internacionales (Wiley, Elsevier, VCH, Springer, RSC, entre otras) y es coautor de 15 capítulos de libros multiautor en las mismas editoriales, o similares. Ha sido invitado a pronunciar 37 conferencias plenarias (7 de ellas de apertura) y 35 conferencias invitadas en congresos internacionales de prestigio.
En su grupo de investigación han trabajado durante los últimos 30 años más de 200 personas (45 extranjeros), de los cuales 66 defendieron sus Tesis Doctorales bajo su dirección. De los mismos, 10 son catedráticos de universidades españolas. Ha considerado siempre el factor humano del grupo como una prioridad.
Desde 1976, el grupo del Prof. Valcárcel ha obtenido y desarrollado proyectos de I+D en convocatorias competitivas: 15 en el Plan Nacional de I+D y sus precedentes (dos de ellos de tipo “C de excelencia”), además de 5 proyectos con otros Ministerios y entidades públicas, como la Dirección General de Tráfico. Recientemente, la Junta de Andalucía le ha concedido tres proyectos de excelencia, dos de ellos relacionados con la Nanotecnología. Ha desarrollado 6 acciones integradas con Gran Bretaña, Alemania y Austria. Ha sido coordinador de 4 proyectos de I+D en los Programas Marco de la UE y colaborador (partner) en otros 5 proyectos europeos. También ha desarrollado un proyecto con la Universidad de Oklahoma (USA) en el contexto del Comité Conjunto Hispano-Norteamericano de cooperación científica y técnica.
En el ámbito de la transferencia tecnológica, el grupo del Prof. Valcárcel figura como inventor en 11 patentes nacionales; una de ellas en explotación. Ha desarrollado contratos con 7 empresas nacionales y 2 internacionales. Recientemente, ha impulsado la creación de la empresa de base tecnológica SINATEC, que ha iniciado sus actividades en el empleo de nanotubos para la fabricación de nanocomposites con fibras de carbono en febrero de 2007.
Miguel Valcárcel ha ejercido diversos cargos de responsabilidad académica y científica en su trayectoria profesional. En el ámbito académico, ha sido Decano de las Facultades de Ciencias de las Universidades de Palma de Mallorca y Córdoba, Vicerrector de Ordenación Académica y Profesorado y Vicerrector de Calidad, ambos en la Universidad de Córdoba. En el ámbito científico, ha sido durante 6 años Presidente de la División Analítica de la Federación Europea de Sociedades Químicas, miembro durante 4 años del “High Level Expert Group” del Programa “Growth” de la UE (V Programa Marco) y representante de España durante 4 años en el Programa BCR (SMT) de la UE, entre otros. Ha sido Coordinador del Área 02 “Química” de la ANEP y Coordinador del Programa de Evaluación del Profesorado en ANECA. Ha sido coordinador del grupo de trabajo nombrado por el MEC para la creación de la “Agencia Estatal de Evaluación, Financiación y Prospectiva de la Ciencia y Tecnología”. Actualmente es Director del Instituto Andaluz de Química Fina y Nanoquímica.

## Premios y distinciones científicas
Se le han concedido diversos premios nacionales e internacionales. Concretamente:
- Premio Nacional “Enrique Moles” de Ciencia y Tecnología Química (2005)
- Premio “Maimónides” de Investigación Científico-Técnica de la Junta de Andalucía (1992)
- Premio de Investigación “Solvay” en Ciencias Químicas de la Fundación CEOE (1997)
- Académico de la Real Academia de Ciencias Exactas, Físicas y Naturales de Madrid (2010)
- Doctor honoris causa por la Universidad de Valencia (2011).
- Medalla “Robert Boyle” de la Royal Society of Chemistry (UK) (2004)
- Premio “Enrich Planquette” de la Sociedad Austriaca de Química (1996)
- Medalla de Oro de la Universidad de Varsovia (2000)
- Medalla de la Sociedad Portuguesa de Química (2000).

“Cordobés del Año 2006” en la sección de educación/investigación y con la medalla “Averroes de Oro – Ciudad de Córdoba” por su trayectoria científica.

## Docencia
En el ámbito docente, el Prof. Valcárcel ha dedicado también grandes esfuerzos a la actualización de la enseñanza de la Química Analítica. Sus ideas innovadoras se plasman principalmente en la autoría de un libro de texto “Principles of Analytical Chemistry” (Springer) y en su labor de editor de la 2ª edición del libro de texto “Analytical Chemistry. A textbook” (VCH-Wiley). Además, tiene publicadas varias obras docentes en castellano.
Por otra parte el Prof. Valcárcel ha participado activamente en el proceso en España de Convergencia Europea en Enseñanza Superior (1999-2010), centrando mayoritariamente su actividad en la preparación del profesorado, que ha tenido muy poco eco en los responsables políticos del proceso. En este contexto, ha impartido 22 conferencias/seminarios y es coordinador de 4 proyectos del Programa de Estudios y Análisis del Ministerio de Educación.
Entre otras responsabilidades de gestión (decano, vicerrector, presidente de la Comisión de Doctorado), es actualmente Director del Instituto Andaluz de Química Fina y ha sido coordinador de Química en la ANEP y coordinador del Programa de Evaluación del Profesorado en la Agencia Nacional de Evaluación de la Calidad y Acreditación (ANECA).

## Obras publicadas
- Técnicas analíticas de separación. Miguel Valcárcel Cases. Editorial Reverté, 1994. ISBN 8429179844.
- Análisis por inyección en flujo principios y aplicaciones. Publicado 1987 por E. Horwood , Prensa Halsted en Chichester, West Sussex, Inglaterra.
- Flow-through (bio)chemical sensors M. Valcarcel, M.D. Luque de Castro.Published 1994 by Elsevier in Amsterdam.
- Who's who in analytical chemistry Europe Miguel Valcárcel Cases, Angel Rios Castro. Published 2002 by Springer in Berlin.
- Automatic methods of analysis. M. Valcárcel, M.D. Luque de Castro. Published 1988 by Elsevier in Amsterdam.